# Stato ecologico dei corsi d'acqua
Lo stato ecologico dei corsi d'acqua (SECA) è un indicatore sintetico delle alterazioni in atto sugli ecosistemi dei corsi d'acqua.

Viene determinato incrociando, secondo la metodologia prescritta dall'allegato 1 al d.lgs. n.152/99, i valori di LIM (Livello di inquinamento da macrodescrittori), un indice che stima il grado di inquinamento causato da fattori chimici e microbiologici) con quelli di IBE (indice biotico esteso, un indice delle alterazioni nella composizione della comunità di macroinvertebrati del corso d'acqua).

Il SECA è rappresentato in 5 classi, alle quali per convenzione sono associati 5 diversi codici colore:
- 1 - Elevato = azzurro
- 2 - Buono = verde
- 3 - Sufficiente = giallo
- 4 - Scadente = arancione
- 5 - Pessimo = rosso

La determinazione del SECA di un corso d'acqua è necessaria per consentirne la classificazione in base al SACA, come previsto dal d.lgs. numero 152/1999.